# Frøydis Ree Wekre
Frøydis Ree Wekre (Oslo a 31 de Julho de 1941) é uma trompista Norueguesa.  Estudou em Oslo, Suécia, Rússia, e nos Estados Unidos da América.  Iniciou os seus estudos musicais no piano e no violino, apenas começou a tocar trompa com 17 anos de idade, fascinada pelo seu som. A escolha da trompa também se ficou a dever em parte por ter ouvido dizer que era um instrumento particularmente difícil de tocar. Após estudar trompa dois anos com Wilhelm Lanzky-Otto e Vitaly Bujanovsky, foi convidada a integrar a Orquestra da Ópera da Noruega. Obteve um lugar de seguida na Orquestra Filarmónica de Oslo em 1961, tendo-se tornado trompista co-principal em 1965. Frøydis permanaceu nesta orquestra até à sua reforma em 1991.
Frøydis foi professora de trompa e música de câmara na Academia Norueguesa de Música.  Mantém uma intensa actividade com palestras e juri de competições internacionais. O seu livro Thoughts on Playing the Horn Well foi traduzido várias para línguas, inclusive a língua portuguesa.  Frøydis Ree Wekre recebeu o título de trompista honorário da Associação_Internacional_de_Trompa em 1994, que presidiu durante dois anos.
Uma professora de e performer de renome, Frøydis deu masterclasses e workshops por toda a Europa e América.

## Livros
- Frøydis Ree Wekre (2005). Thoughts on Playing the Horn Well. [S.l.]: Reistad Offset. ISBN 978-82-993244-0-3
- [5]
- Frøydis Ree Wekre (2016), Reflexões Sobre como Tocar Bem Trompa AvA Musical Editions, Tradução de Sofia Gomes, ISMN 979-0-55052-386-9

## Referencias
1. 1 2 3  «Frøydis Ree Wekre». International Horn Society. Consultado em 11 de maio de 2012
2. ↑  Taksdal, Nora (1999). «Frøydis Ree Wekre: Horn Guru». Listen to Norway. 7 (2). pp. 24–25
3. ↑  Phillips, Harvey (agosto de 1991). «Froydis Wekre, Different Styles of Horn Playing». The Instrumentalist. 46 (1). pp. 20–23
4. ↑  «Thoughts On Playing The Horn Well». AvA Musical Editions (em inglês). Consultado em 28 de novembro de 2016
5. ↑  Wekre, Frøydis (2016). Thoughts on Playing Horn Well [Reflexões Sobre Como Tocar Bem Trompa]. Lisboa: AvA Musical Editions. ISBN 979-0-55052-386-9